# Бахчиванжи Анатолій Костянтинович
Анатолій Костянтинович Бахчиванжи (4 грудня 1957, Болград) — український правоохоронець, генерал поліції третього рангу. Начальник Головного управління Національної поліції в Автономній Республіці Крим та м. Севастополі з 2016 по 2019 р.р.

## Життєпис
Народився 4 грудня 1957 року в місті Болград Одеської області. У 1984 році закінчив Одеський державний університет внутрішніх справ.
З травня 1976 року по червень 1978 року проходив строкову службу в Збройних Силах.
З 1984 року проходив службу в органах внутрішніх справ на посадах слідчого Жовтневого районного відділу внутрішніх справ УВС м. Одеси УВС Одеської області, заступника начальника слідчого відділення Жовтневого районного відділу внутрішніх справ УВС м. Одеси УВС Одеської області, начальника відділення захисту економіки від злочинних посягань Жовтневого районного відділу внутрішніх справ УВС м. Одеси УВС Одеської області, старшого оперуповноваженого в особливо важливих справах відділу зонального контролю управління Державної служби боротьби з економічною злочинністю УМВС України в Одеській області, начальника відділення Державної служби боротьби з економічною злочинністю Жовтневого районного відділу Одеського міського управління УМВС України в Одеській області, першого заступника начальника Жовтневого районного відділу — начальник кримінальної міліції Одеського міського управління УМВС України в Одеській області, начальника Жовтневого районного відділу Одеського міського управління УМВС України в Одеській області, начальника управління Державної служби боротьби з економічною злочинністю УМВС України в Одеській області, начальника Департаменту кримінальної міліції у справах неповнолітніх МВС України, начальника Департаменту кримінальної міліції у справах дітей МВС України, першого заступника начальника Головного управління МВС України в Одеській області по взаємодії з органами місцевої влади та місцевого самоврядування, першого заступника начальника Головного управління МВС України в Одеській області.
З червня 2014 року по березень 2015 року — радник Міністра Департаменту забезпечення діяльності Міністра, стратегічного аналізу та прогнозування МВС України.
З березня 2015 року по листопад 2015 року — радник міністра Департаменту забезпечення діяльності Міністра МВС України.
З листопада 2015 року по липень 2016 року — радник Голови Департаменту забезпечення діяльності Голови Національної поліції України.
З липня 2016 року по листопад 2016 року — радник 2-го відділу Голови Департаменту забезпечення діяльності Голови Національної поліції України.
З листопада 2016 року по травень 2019 року  — начальник Головного управління Національної поліції в Автономній Республіці Крим та м. Севастополі.